# Femte kolonne
Femte el. 5. kolonne er en enhed der har til formål at undergrave et lands lovlige styre til fordel for en fremmed magt.
Udtrykket stammer fra Den Spanske Borgerkrig 1936-39, hvor Francos general Emilio Mola erklærede, at han havde 4 kolonner uden for Madrid, og en indenfor, nemlig de tilhængere, der politisk samarbejdede med Franco for at underminere den lovlige regering.
At udføre femte kolonne-virksomhed kan således sammenlignes med landsforræderi.
Som et paradoks i den forbindelse kan nævnes, at der i Århus under Besættelsen fra foråret 1944 var en modstandsgruppe med betegnelsen "5. kolonne". Gruppens aktiviteter blev kort efter Befrielsen beskrevet i Sven Hauerbach: 5. Kolonne. Aarhus-sabotørernes modige indsats, Århus 1945.